# 신흥선

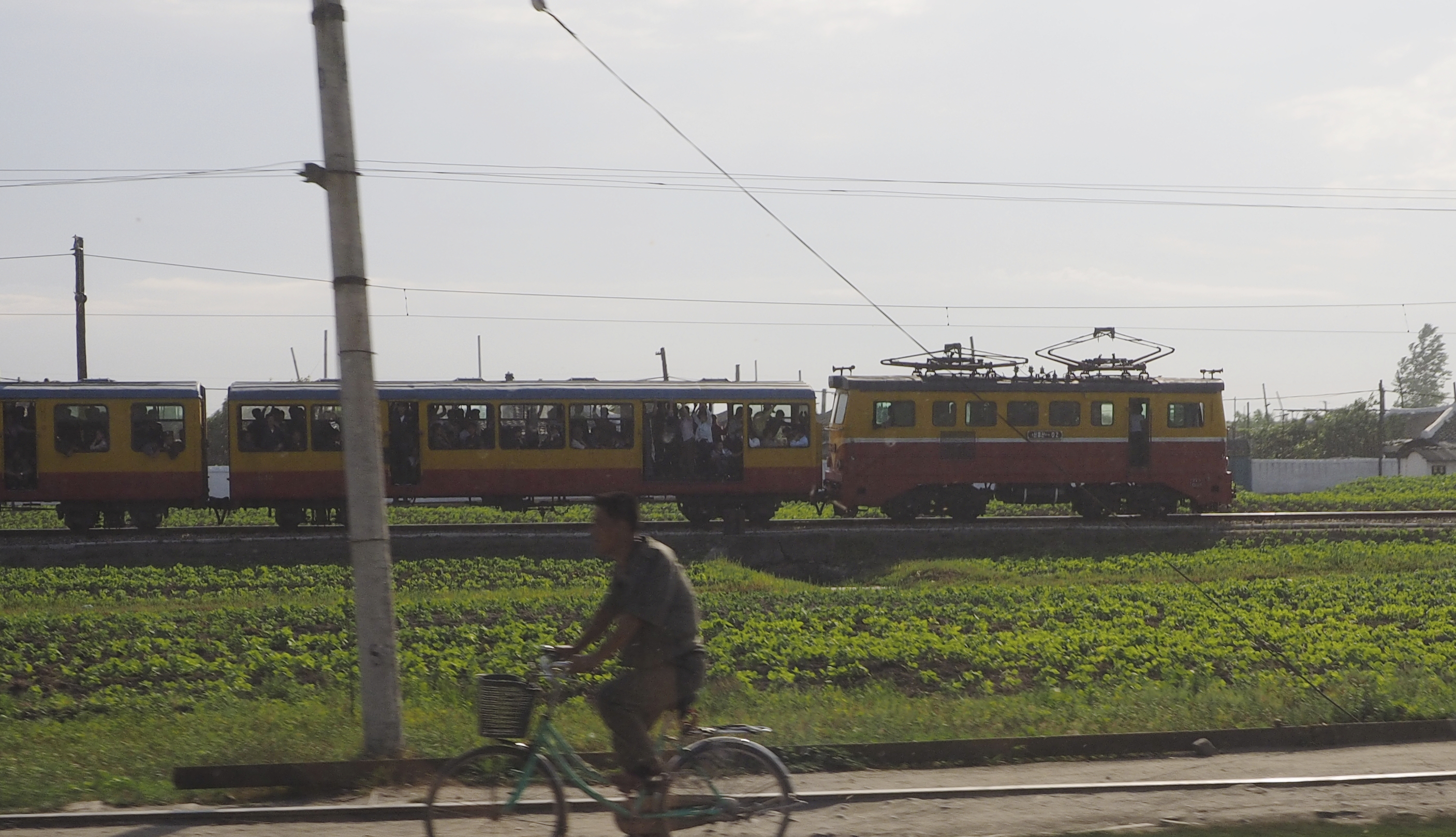

신흥선(新興線)은 함경남도 함흥시의 함흥역과 부전군의 부전호반역을 연결하는, 조선민주주의인민공화국의 철도 노선이다. 본선은 1933년 9월 10일에 송흥역~부전호반역 구간의 개통으로 완성되었다. 이 노선은 부전강수력발전소까지 연결되는 산업철도로서 전력 개발은 물론 개마고원의 탑승객과 고원지대 개발에도 큰 몫을 하고 있다. 송흥역~부전령역 구간에는 대한민국에서는 이미 사라진 인클라인도 설치되어 있다.

## 노선 정보
- 노선과 거리 : 함흥역—부전호반역 91.6km
- 역 수 : 17개(양단역 포함)
- 궤도 간격 : 함흥역—신흥역(1435mm, 표준궤), 신흥역—부전호반역(762mm, 협궤)
- 전철화 구간 : 전 구간(직류 3000V)
- 복선 구간 : 없음

## 연혁

### 함남선 구간(함흥역—신흥역)
- 1923년 6월 10일 : 함흥역~오로역(영광역) 구간 개통
- 1923년 8월 25일 : 오로역~장풍역 구간 개통,[2] 서함흥역 개업
- 1926년 10월 1일 : 풍상역~함남신흥역(신흥역) 구간 개통
- 1933년 10월 16일 : 전동역 개업(후일 폐지됨)

### 송흥선 구간(신흥역—부전호반역)
- 1928년 2월 1일 : 함남신흥역~함남송흥역(송흥역) 구간 개통
- 1932년 4월 12일 : 길봉역 개업(후일 폐지됨)
- 1933년 9월 10일 : 함남송흥역~부전호반역 구간 개통

## 역 목록
- 함흥역(咸興驛)
- 가담역
- 부민역(富民驛)
- 장흥역(長興驛)
- 영광역(榮光驛)
- 풍상역(豊上驛)
- 천불산역(千佛山驛)
- 신흥역(新興驛)
- 동흥역(東興驛)
- 경흥역(慶興驛)
- 송하역(松下驛)
- 송흥역(松興驛)
- 부전령역(赴戰嶺驛)
- 함지원역(咸地院驛)
- 도안역(道安驛)
- 부전호반역(赴戰湖畔驛)